# Песочное (Вологодская область)
Песочное — посёлок в Вологодском районе Вологодской области.
Входит в состав Кубенского сельского поселения, с точки зрения административно-территориального деления — в Кубенский сельсовет.
Расстояние по автодороге до районного центра Вологды — 31 км, до центра муниципального образования Кубенского — 1 км. Ближайшие населённые пункты — Щипино, Ирхино, Подолино, Крюково, Кулешево, Манино, Матвеевское.
По переписи 2002 года население — 352 человека (162 мужчины, 190 женщин). Преобладающая национальность — русские (99 %).